# VTV Bình Điền Long An
VTV Bình Điền Long An är en damvolleybollklubb från Long An, Vietnam. Klubben grundades 1986. De har blivit vietnamesiska mästare fyra gånger och som bäst kommit femma i Asian Women's Club Volleyball Championship.